# Biocovo

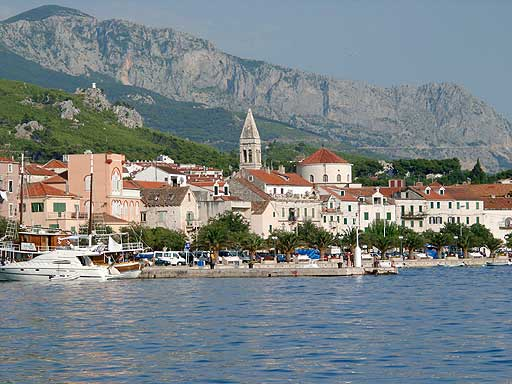
La città di Macarsca col monte Biocovo alle spalle

Il Biocovo o Biocova (in croato Biokovo) è il secondo monte per altitudine della Croazia. Si trova lungo la costa dalmata a 57 chilometri in linea d'aria da Spalato e circa 110 da Ragusa, tra il corso del fiume Cetina e quello della Narenta. È la più alta cima dei Monti Albi.

## Caratteristiche
La sua cima più alta è la vetta San Giorgio (Sveti Jure), dove, nel comune di Macarsca, è ubicato uno dei più importanti e strategici impianti di ricezione radiotelevisiva della Croazia, che copre tutta la Croazia meridionale e parte dell'Erzegovina, facendo arrivare il segnale di HRT, Nova, RTL e tv locali anche, in caso di propagazione del segnale, sulla costa delle Marche, dell'Abruzzo e del Molise.
Nelle giornate limpide dalla sua sommità è visibile il Gargano, che dista circa 170 km.